# أونور بلقان
أونور بلقان (بالتركية: Onur Balkan) (و. 1996  م) هو راكب دراجة هوائية تركي، ولد في إزميد، شارك في ركوب الدراجات في الألعاب الأولمبية الصيفية 2016.

## سجل الفوز

### سباقات أو مراحل فاز بها
| التاريخ        | السباق                                                      | المركز                                           |
| -------------- | ----------------------------------------------------------- | ------------------------------------------------ |
| 27 مارس 2015   | Tour of Çanakkale 2015                                      | المركز الثالث                                    |
| 19 مايو 2015   | 2015 Tour of Black Sea                                      | المركز الثاني                                    |
| 25 يونيو 2016  | سباق الطريق ضد الساعة للرجال تحت 23 سنة في بطولة تركيا 2016 | المركز الثاني                                    |
| 26 يونيو 2016  | سباق الطريق للرجال في بطولة تركيا 2016                      | الفائز في التصنيف العام                          |
| 26 يونيو 2016  | سباق الطريق للرجال تحت 23 سنة في بطولة تركيا 2016           | الفائز في التصنيف العام                          |
| 15 أكتوبر 2017 | طواف تركيا الرئاسي 2017                                     | العاشر في تصنيف الجبال، السادس في تصنيف أفضل شاب |
| 01 يناير 2018  | 2018 Tour of Romania                                        | المركز الثاني                                    |
| 18 فبراير 2018 | جراند بريكس ألانيا 2018                                     | المركز الثاني                                    |
| 04 مارس 2018   | طواف مادترينين 2018                                         | الفائز في التصنيف العام                          |
| 25 مارس 2018   | تور دي كارتييه 2018                                         | الفائز في ترتيب النقاط، المركز الثاني            |
| 06 مايو 2018   | 2018 Tour de Mésopotamie                                    | الخامس في التصنيف العام                          |
| 21 يونيو 2018  | Tour of Mevlana 2018                                        | الفائز في التصنيف العام                          |
| 14 أكتوبر 2018 | طواف تركيا الرئاسي 2018                                     | الفائز حسب ترتيب السرعة                          |
| 09 مارس 2019   | 2019 Grand Prix Velo Alanya (ME)                            | المركز الثاني                                    |
| 10 مارس 2019   | 2019 Grand Prix Justiniano Hotels                           | الفائز في التصنيف العام                          |
| 11 مايو 2019   | 2019 Minsk Cup                                              | المركز الثاني                                    |
| 19 مايو 2019   | تور أوف بلاك سي 2019                                        | الفائز في التصنيف العام                          |
| 11 يونيو 2019  | 2019 Bursa Orhangazi Race                                   | الفائز في التصنيف العام                          |
| 12 يونيو 2019  | 2019 Bursa Yildirim Bayezit Race                            | المركز الثالث                                    |
| 06 سبتمبر 2019 | 2019 Grand Prix Velo Erciyes ME                             | الفائز في التصنيف العام                          |
| 20 سبتمبر 2019 | Grand Prix Erciyes 2019                                     | المركز الثاني                                    |
| 29 سبتمبر 2019 | Tour of Mevlana 2019                                        | المركز الثالث                                    |
| 25 يناير 2020  | GP Belek 2020                                               | المركز الثاني                                    |
| 09 فبراير 2020 | GP Manavgat 2020                                            | المركز الثالث                                    |
| 13 فبراير 2020 | جراند بريكس ألانيا 2020                                     | المركز الثالث                                    |
| 06 مارس 2021   | 2021 Grand Prix Mediterrennean ME                           | الفائز في التصنيف العام                          |
| 19 يونيو 2021  | سباق الطريق للرجال في بطولة تركيا 2021                      | الفائز في التصنيف العام                          |
| 05 مارس 2022   | جراند بريكس غازي باشا 2022                                  | الفائز في التصنيف العام                          |
| 26 يونيو 2022  | سباق الطريق للرجال في بطولة تركيا 2022                      | المركز الثالث                                    |

## روابط خارجية
- أونور بلقان على موقع الاتحاد الدولي للدراجات (الإنجليزية)
- أونور بلقان على موقع أرشيف الدراجات (الإنجليزية)
- أونور بلقان على موقع إحصائيات الدراجات الإحترافية (الإنجليزية)
- أونور بلقان على موقع نسبة الدراجات (الإنجليزية)
- أونور بلقان على موقع اللجنة الأولمبية الدولية (الإنجليزية)
- أونور بلقان على موقع أوليمبيديا (الإنجليزية)
- أونور بلقان على موقع اللجنة الأولمبية التركية (التركية)